# Dendropoma anguliferum
Dendropoma anguliferum is een slakkensoort uit de familie van de Vermetidae. De wetenschappelijke naam van de soort is voor het eerst geldig gepubliceerd in 1884 door Monterosato.